# Cézium-dikromát
A cézium-dikromát a dikrómsav céziumsója, képlete Cr2Cs2O7.

## Előállítása
Cézium-klorid és ammónium-dikromát reakciójával keletkezik:
{\displaystyle \mathrm {(NH_{4})_{2}Cr_{2}O_{7}+2\ CsCl\longrightarrow Cs_{2}Cr_{2}O_{7}+2\ NH_{4}Cl} }

## Tulajdonságai
A rubídium-dikromát narancsvörös színű, higroszkópos szilárd anyag, hideg vízben rosszul, meleg vízben mérsékelten oldódik. Kristályai monoklinok, tércsoport:  A2/a.
Cirkóniummal együtt hevítve cézium, króm(III)-oxid és cirkónium(IV)-oxid keletkezik belőle:
{\displaystyle \mathrm {Cs_{2}Cr_{2}O_{7}+2\ Zr\longrightarrow 2\ Cs+2\ ZrO_{2}+Cr_{2}O_{3}} }

## Felhasználása
Cirkóniummal alkotott keverékének hevítésével elemi céziumot lehet előállítani, amit fel lehet használni elektroncsövek gyártásához. A keverék hevítésekor keletkező céziumgőz reagál a maradék vízzel és oxigénnel, így jobb vákuumot lehet létrehozni.

## Fordítás
Ez a szócikk részben vagy egészben  a   Caesiumdichromat című német Wikipédia-szócikk ezen változatának fordításán alapul.  Az eredeti cikk szerkesztőit annak laptörténete sorolja fel. Ez a jelzés csupán a megfogalmazás eredetét és a szerzői jogokat jelzi, nem szolgál a cikkben szereplő információk forrásmegjelöléseként.